# Antarctophorus subpolaris
Genre
Espèce
Synonymes
- Anurophorus subpolaris Salmon, 1962

Antarctophorus subpolaris, unique représentant du genre Antarctophorus, est une espèce de collemboles de la famille des Isotomidae.

## Distribution
Cette espèce se rencontre en Antarctique.

## Publications originales
- Salmon, 1962 : New Collembola from 83 deg. South in Antarctica. Transactions of the Royal Society of New Zealand, vol. 2, no 18, p. 147-152.
- Potapov, 1992 : Antarctophorus - a new genus of Isotomidae (Collembola) from Antarctica. Revue d'Ecologie et de Biologie du Sol, vol. 28, no 4, p. 491-495.